# NATO-medaljen
NATO-Medaljen er en medalje, som uddeles af NATO til personer, som har tjent under en af NATOs fredsbevarende- fredsskabende, fredsstøttende eller humanitære missioner.  Medaljen er uddelt i forskellige versioner, som bevis for hvilke NATO-missioner personen har deltaget i.
Medaljen kan tildeles dem, der har deltaget i en NATO-operation i 30 sammenhængende dage eller mere, og som har udført deres pligter tilfredsstillende, i modsætning til FN-medaljen, som kræver 90 dages indsættelse. Medaljen kan tildeles også personer, der støttede en NATO-operation, men ikke var udstationeret i selve missionsområdet. I så fald skal deltagelsen have været sammenhængende i en periode på 60 dage eller længere.

## Udformning
NATO-medaljen er rund med en diameter på 35 mm og er udført i bronze. Den bærer på adversen NATOs emblem, kompasrosen i en olivenkrans. Reversen bærer i midten indskriften  «IN SERVICE OF PEACE AND FREEDOM» og «AU SERVICE DE LA PAIX ET DE LA LIBERTE» med en gren imellem. Langs kanten står omskriften «NORTH ATLANTIC TREATY ORGANIZATION» og «ORGANISATION DU TRAITE DE L'ATLANTIQUE NORD». 
Medaljen uddeles i forskellige versioner, for deltagelse i de forskellige NATO-ledede (freds)operationer. Selve bronzemedaljen er altid den samme, men forskellige operationer havde forskellige farvede baner på det overvejende blå bånd. Der skelnes mellem "Artikel 5"-operationer og "ikke-Artikel 5"-operationer.
I december 2003 blev båndene til Artikel 5 NATO-medaljen og ikke-Artikel 5 NATO-medaljen standardiseret. Båndet til artikel 5-medaljen blev blåt med to hvide-og-guld-bånd, båndet for ikke-artikel 5-medaljen det samme, kun med hvide-og-sølv-bånd.
Forskellige operationer eller typer af operationer er angivet på båndet ved hjælp af et såkaldt "spænde" (en bronzefarvet metalstang med tekst). Der er spænder til deltagelse i blandt andet SFOR og KFOR. Et nummer kan også påføres båndet, hvis nogen har deltaget i den samme mission i flere perioder. Denne praksis blev indført i 1999 og ophørte i 2003. Den blev sidenhen genindført i 2011.

## NATOs fortjenstmedalje
NATOs fortjenstmedalje (engelsk: Meritorious Service Medal, MSM) er fysisk identisk med den gængse NATO-medalje, med de forskelle at medaljen er præget i sølv, medaljebåndet er blåt med hvide kantstriber besat med smalle gule og blå striber. Båndet er udstyret med et spænde med indskriften «MERITORIOUS». 
Medaljen blev første gang tildelt i 2003 til ansatte i NATO-stabe, Medaljen tildeles af NATOs generalsekretærs personligt og mindre end 50 medaljer af denne type uddeles hvert år til både militært og civilt ansatte. Når man bliver anbefalet til medaljen bliver der taget hensyn til en række kriterier; personligt mod i svære eller farlige forhold, eksemplarisk lederskab eller et fremragende individuelt bidrag til NATO. 
I perioden 2003 og frem til December 2019 er der kun uddelt 22 medaljer af denne kaliber til danskere. Medaljen er den højeste NATO-anerkendelse der kan opnås.

## Kendte danske modtagere af NATO-Medaljen
- Seniorsergent B.S. Christiansen, for deltagelse i NATO-styrken, i Bosnien.
- Generalmajor Poul Kiærskou, forhenværende chef for Hærens Operative Kommando, for tjeneste i Bosnien.
- Generalmajor Jan Norgaard, chef for Hjemmeværnet, tildelt både medaljen for deltagelse i NATO-missionerne i Bosnien og Afghanistan, samt NATOs Meritorious Service Medal.
- Oberstløjtnant Henrik Flach, tidligere chef for DANCON/Irak hold 3, for tjeneste i Bosnien.
- International Konsulent Bent Jensen, tildelt både medaljen for deltagelse i NATO-missionen i Bosnien , samt NATOs Meritorious Service Medalje for udført efterretnings analyser ved SFOR

## Medaljer
| Ordensbånd | Mission                                                                  | Artikel 5 | Område         | Startdato                           | Slutdato                           | Status               |
| ---------- | ------------------------------------------------------------------------ | --------- | -------------- | ----------------------------------- | ---------------------------------- | -------------------- |
|            | NATO fortjenstmedalje                                                    | Nej       | -              | 2003                                | -                                  | Stadig tildelt       |
|            | Implementation Force (IFOR) Stabilization Force (SFOR)                   | Nej       | Eksjugoslavien | 20. december 1995 12. december 1996 | 12. december 1996 2. december 2004 | Ikke længere tildelt |
|            | Kosovo Force (KFOR)                                                      | Nej       | Kosovo         | 12. juni 1999                       | -                                  | Stadig tildelt       |
|            | Operation Essential Harvest Operation Amber Fox Operation Allied Harmony | Nej       | Makedonien     | 22. august 2001                     | 31. marts 2003                     | Ikke længere tildelt |
|            | Operation Active Endeavour                                               | Ja        | Middelhavet    | 4. oktober 2001                     | 9. november 2016                   | Ikke længere tildelt |
|            | Operation Eagle Assist                                                   | Ja        | USA            | 9. oktober 2001                     | 16. maj 2002                       | Ikke længere tildelt |
|            | International Security Assistance Force (ISAF)                           | Nej       | Afghanistan    | 20. december 2001                   | 28. december 2014                  | Ikke længere tildelt |
|            | -                                                                        | Nej       | Balkan         | -                                   | -                                  | Stadig tildelt       |
|            | NATO Training Mission - Iraq                                             | Nej       | Irak           | 2004                                | December 2011                      | Ikke længere tildelt |
|            | Jordskælvshjælp i Pakistan                                               | Nej       | Pakistan       | 11. oktober 2005                    | 1. februar 2006                    | Ikke længere tildelt |
|            | Operation Ocean Shield                                                   | Nej       | Østafrika      | 17. august 2009                     | 15. december 2016                  | Ikke længere tildelt |
|            | Operation Unified Protector                                              | Nej       | Libyen         | 23. marts 2011                      | 31. oktober 2011                   | Ikke længere tildelt |
|            | Operation Resolute Support                                               | Nej       | Afghanistan    | 28. december 2014                   | 12. juli 2021                      | Ikke længere tildelt |
|            | Operation Sea Guardian                                                   | Nej       | Middelhavet    | November 2016                       | -                                  | Stadig tildelt       |